# Landesamt für Umwelt- und Arbeitsschutz
Das  Landesamt für Umwelt- und Arbeitsschutz (LUA) ist eine Landesbehörde des Saarlandes. Sie ist dem Ministerium für Umwelt und Verbraucherschutz nachgeordnet. Das Amt hat seinen Hauptsitz in Saarbrücken.

## Aufgaben
Das Landesamt für Umwelt- und Arbeitsschutz berät und unterstützt das Ministerium des Landes in fachlichen Fragestellungen des Immissions-, Arbeits- und technischen Verbraucherschutzes. Dabei deckt es auch die Themengebiete der Abfall- und Kreislaufwirtschaft, des Mess- und Eichwesens sowie des Natur-, Wasser- und Bodenschutzes ab.  